# Marco Di Costanzo
Pour les articles homonymes, voir Marco Di Costanzo (aviron).
 (décembre 2023).
Marco Di Costanzo, né le 30 octobre 1973 à Naples, est un footballeur franco-italien des années 1990. Formé à l'OGC Nice, il y fait ses débuts professionnels, d'abord en Division 2, avant de goûter à la Division 1 quelques années plus tard. Au cours de sa carrière, il évolue en France, en Italie, mais aussi en Israël.

## Biographie
Né le 30 octobre 1973 à Naples, Marco Di Costanzo est recruté à l'âge de douze ans par l'OGC Nice, dont il intègre le centre de formation. Lors de la saison 1991-1992, il fait ses débuts en équipe professionnelle, disputant une rencontre de Division 2. Marco Di Costanzo doit cependant attendre 1993 avant de passer professionnel, et ne dispute aucune rencontre lors de la saison précédente avec Nice. Lors de la saison 1993-1994, l'OGC Nice réussit à remporter le titre de champion de France de D2, et obtient sa promotion en Division 1. Di Costanzo dispute dix-neuf rencontres et marque deux buts à cette occasion, mais la plupart en tant que remplaçant, ne réussissant pas à convaincre son entraîneur Albert Emon. La saison suivante, dans l'élite, il joue principalement avec la réserve, et ne dispute que dix bouts de rencontres, à la faveur de blessures dans l'effectif niçois.
En 1995, alors qu'il lui reste trois ans de contrat, il souhaite quitter l'OGC Nice pour gagner en temps de jeu. Alors que le club niçois souhaite le prêter en deuxième division, le club italien de l'AC Reggiana se manifeste, et obtient son transfert contre une indemnité de 700 000 francs. À Reggio d'Émilie, Di Costanzo évolue dans un club de Série B, qui parvient à obtenir son accession dans l'élite à l'issue de la saison. Mais il n'est pas conservé, et rejoint pour un an l'US Triestina, un club de Série C2, la quatrième division italienne.
Pour la saison 1997-1998, Marco Di Costanzo fait son retour en France, via un transfert au Stade rennais, un club de Division 1 qui s'attache ses services. Mais, en Bretagne, l'attaquant ne s'impose pas. Il joue huit matchs, pour six titularisations, et marque un but face au SC Bastia fin septembre 1997. En janvier, le Stade rennais le prête dans un club de Division 1 israélienne, l'Hapoël Beer-Sheva. Celui-ci, malgré sa descente en deuxième division à l'issue de la saison, décide de le conserver. Di Costanzo y joue une saison supplémentaire, avant de revenir en France. En 1999, il rejoint les rangs amateurs, sous les couleurs de l'US Cagnes. Il y joue durant huit saisons, avant de terminer sa carrière à la JS Saint-Jean Beaulieu, un autre club de la Côte d'Azur.

## Palmarès
- OGC Nice
  - Championnat de France de Division 2 :
    - Champion : 1994.

## Statistiques
Le tableau suivant récapitule les statistiques de Marco Di Costanzo durant sa carrière professionnelle,.
| Saison                | Club                     | Championnat           | Championnat | Championnat | Coupe(s) nationale(s) | Coupe(s) nationale(s) | Total | Total |
| Saison                | Club                     | Division              | M.          | B.          | M.                    | B.                    | M.    | B.    |
| 1991-1992             | OGC Nice                 | D2                    | 1           | 0           | 0                     | 0                     | 1     | 0     |
| 1992-1993             | OGC Nice                 | D2                    | 0           | 0           | 0                     | 0                     | 0     | 0     |
| 1993-1994             | OGC Nice                 | D2                    | 19          | 2           | 0                     | 0                     | 19    | 2     |
| 1994-1995             | OGC Nice                 | D1                    | 10          | 0           | 1                     | 0                     | 11    | 0     |
| 1995-1996             | AC Reggiana              | D2                    | -           | -           | -                     | -                     | 0     | 0     |
| 1996-1997             | US Triestina             | D4                    | -           | -           | -                     | -                     | 0     | 0     |
| 1997-1998             | Stade rennais FC         | D1                    | 8           | 1           | 0                     | 0                     | 8     | 1     |
| 1997-1998             | Hapoël Beer-Sheva (prêt) | D1                    | -           | -           | -                     | -                     | 0     | 0     |
| 1998-1999             | Hapoël Beer-Sheva        | D2                    | -           | -           | -                     | -                     | 0     | 0     |
| Total sur la carrière | Total sur la carrière    | Total sur la carrière | 38          | 3           | 1                     | 0                     | 39    | 3     |